# Odontomyia cephalonica
Odontomyia cephalonica är en tvåvingeart som beskrevs av Gabriel Strobl 1898. Odontomyia cephalonica ingår i släktet Odontomyia och familjen vapenflugor. Inga underarter finns listade i Catalogue of Life.